# مالپورا
مالپورا (به انگلیسی: Malpura) یک منطقهٔ مسکونی در هند است که در بخش تونک واقع شده‌است. مالپورا ۲٬۰۰٬۰۰٬۰۰۰ نفر جمعیت دارد و ۳۳۲ متر بالاتر از سطح دریا واقع شده‌است.